# Крини (Кавала)
Крини (грч. Κρήνη) је насељено место у општини Места у периферији Источна Македонија и Тракија, Грчка. Према попису из 2021. године било је 28 становника.
Крини је било турско читлучко насеље које је било напуштено. Двадесетих година 20. века насељене су грчке избегличке породице, којих је на попису из 1928. године било 108. Село се раније звало Агалар.